# Heterocompsa formosa
Heterocompsa formosa är en skalbaggsart som först beskrevs av Martins 1962.  Heterocompsa formosa ingår i släktet Heterocompsa och familjen långhorningar.
Artens utbredningsområde är Paraguay. Inga underarter finns listade i Catalogue of Life.